# Stazione di Ōasa
La stazione di Ōasa (大麻駅?, Ōasa-eki) è una stazione della città di Ebetsu, in Hokkaidō, Giappone, situata sulla linea principale Hakodate.

## Struttura
La stazione è dotata di due banchine laterali serventi 2 binari.
| 1 | ■ Linea principale Hakodate |  | per Sapporo e Otaru    |
| 2 | ■ Linea principale Hakodate |  | per Ebetsu e Iwamizawa |

## Stazioni adiacenti
| «                         | Servizio                  | »                         |
| Linea principale Hakodate | Linea principale Hakodate | Linea principale Hakodate |
| ------------------------- | ------------------------- | ------------------------- |
| Shinrin-Kōen              | Locale                    | Nopporo                   |
| Shiroishi                 | Rapido sezionale          | Nopporo                   |